# Desa Buniwangi (administrativ by i Indonesien, lat -7,14, long 107,26)
Desa Buniwangi är en administrativ by i Indonesien.   Den ligger i provinsen Jawa Barat, i den västra delen av landet, 110 km söder om huvudstaden Jakarta.